# Benton, Wisconsin
Benton là một làng thuộc quận Lafayette, tiểu bang Wisconsin, Hoa Kỳ. Năm 2006, dân số của làng này là 976 người.